# Monte Joven
El monte Joven o monte Young (en inglés: Mount Young) es una elevación de 361 m s. n. m. ubicada en el extremo sur de la isla Gran Malvina en las islas Malvinas, cerca del cabo Belgrano y el asentamiento de Puerto Santa Eufemia. Además, se encuentra al este de Puerto Esteban y está al sudoeste del Monte Emery.